# 김영현 (작가)
김영현(1966년 11월 23일 ~ )은 대한민국의 드라마 작가이다. 대표작으로는 대장금, 선덕여왕, 히트, 서동요 등이 있다.

## 학력
- 1985 서울영동여자고등학교 (현재 서울영동일고)
- 1989 연세대학교 경제학과

## 경력
- 2007 박상연 작가와 함께 크리에티브 콘텐츠 법인 케이피앤쇼 설립, 현 대표이사
- 1992~1996 문화방송 오락프로그램 구성작가
- 1991 한국산업경제연구원 산하 잡지 신용경제 기자

## 집필 활동

### 텔레비전 드라마
- 2023년 《아스달 연대기 Part 2》
- 2019년 《아스달 연대기》
- 2015년 《육룡이 나르샤》
- 2011년 《뿌리깊은 나무》
- 2009년 《선덕여왕》
- 2007년 《히트》
- 2005년 《서동요》
- 2003년 《대장금》
- 2001년 《신화》
- 1998년 《애드버킷》

### 예능 프로그램
- 《테마게임》

## 수상
- 1998년 MBC 코미디대상 작가부문 특별상
- 2003년 MBC 연기대상 작가부문 특별상 《대장금》
- 2009년 MBC 연기대상 TV 부문 올해의 작가상 《선덕여왕》
- 2010년 제5회 서울 드라마 어워즈 한류특별상 작가상 《선덕여왕》
- 2010년 한국PD대상 제작부문 TV작가상 《선덕여왕》
- 2012년 제48회 백상예술대상 TV부문 극본상 《뿌리깊은 나무》